# Liste der Einträge im National Register of Historic Places im Raleigh County
Diese Liste der Einträge im National Register of Historic Places im Raleigh County enthält alle im Raleigh County, West Virginia in das National Register of Historic Places eingetragenen Gebäude, Bauwerke, Objekte, Stätten oder historischen Distrikte.
Diese Liste entspricht dem Bearbeitungsstand des National Park Service/National Register of Historic Places vom 27. September 2024.

## Legende
| NRHP | Historic Place             |
| HD   | National Historic District |

## Aktuelle Einträge
| [ 2 ] | Name                                            | Bild                              | Eintragsdatum                  | Lage | Ort     | Beschreibung |
| ----- | ----------------------------------------------- | --------------------------------- | ------------------------------ | --- | ------- | ------------ |
| 1     | Beckley Courthouse Square Historic District     | weitere Bilder                    | 31. Aug. 1994 ID-Nr. 94000722  | zwischen der Prince, Kanawha, Church, Lebanon, Howe, McCreery and Earwood Sts. mit Alaska und First Aves. 37° 46′ 36″ N, 81° 11′ 16″ W | Beckley |              |
| 2     | Beckley Feed and Hardware Company               | Beckley Feed and Hardware Company | 24. Aug. 2001 ID-Nr. 00001309  | 405 Prince St. 37° 46′ 36″ N, 81° 11′ 38″ W                                                                                            | Beckley |              |
| 3     | Beckley Mill Site                               |                                   | 1. Mai 2017 ID-Nr. 100000947   | Worley Rd. am Piney Creek 37° 46′ 24,4″ N, 81° 9′ 2,9″ W                                                                               | Beckley |              |
| 4     | Little Beaver Dam                               | Little Beaver Dam                 | 1. Apr. 1998 ID-Nr. 98000287   | in der Nähe der West Virginia Route 307 37° 45′ 18″ N, 81° 4′ 48″ W                                                                    | Crow    |              |
| 5     | New Salem Baptist Church                        | New Salem Baptist Church          | 12. Apr. 2023 ID-Nr. 100008836 | 2197 McAlpin Rd. 37° 40′ 28,2″ N, 81° 18′ 2,2″ W                                                                                       | Tams    |              |
| 6     | Phillips-Sprague Mine                           | Phillips-Sprague Mine             | 25. März 1988 ID-Nr. 88000266  | New River Park 37° 47′ 3″ N, 81° 11′ 46″ W                                                                                             | Beckley |              |
| 7     | St. Colman's Roman Catholic Church and Cemetery | weitere Bilder                    | 23. Aug. 1984 ID-Nr. 84003658  | County Route 26 37° 45′ 57,4″ N, 80° 55′ 16,3″ W                                                                                       | Dillon  |              |
| 8     | Sophia Historic District                        | Sophia Historic District          | 22. März 2006 ID-Nr. 06000163  | Main Street, zwischen der Polk St. und Riffe St. 37° 42′ 34″ N, 81° 15′ 7″ W                                                           | Sophia  |              |
| 9     | Trump-Lilly Farmstead                           | weitere Bilder                    | 8. Nov. 1990 ID-Nr. 90001640   | in der Nähe der County Route 26/3 37° 41′ 54″ N, 80° 54′ 1″ W                                                                          | Hinton  |              |
| 10    | Wildwood                                        | Wildwood                          | 25. Aug. 1970 ID-Nr. 70000665  | 117 Laurel Ter. 37° 46′ 18″ N, 81° 10′ 26″ W                                                                                           | Beckley |              |
| 11    | Wright-Hunter Cemetery                          |                                   | 2. Apr. 2024 ID-Nr. 100010187  | an der Einmündung der Antonio Avenue in die Lemp Lane 37° 45′ 54,4″ N, 81° 10′ 18,8″ W                                                 | Beckley |              |